# Jeanne Charles Normand
Pour les articles homonymes, voir Normand (homonymie).
Lise-Marie-Jeanne Petit,, dite Jeanne Charles Normand, née le 6 septembre 1879 à Aix-les-Bains et morte le 3 mars 1942 à Paris 12e, est une femme de lettres et poète française.

## Biographie
Originaire d’Aix-les-Bains, elle est élève de l'École normale supérieure de Sévres et professeur agrégée. 
Elle a collaboré à la Revue latine et à la Revue de Lyon. 

## Extrait
J'accueille cet émoi fougueux en mon cœur grave, 

Et lui parle, et l'apaise — et l'enchante parfois — 

Du rythme pur d'un vers qui naît au fond de moi, 

Avec un bruit de source, incertain et suave

## Carrière
Elle a été « Poète-Lauréate » du prix Fémina en 1906 et la même année a obtenu une première mention au concours Sully-Prudhomme pour Le jardin caché.

## Œuvres
- Récits tirés de l’Iliade racontés aux enfants par Jeanne Ch. Normand, professeur agrégée de l'Université ; avec quatre planches en couleurs par W. Heath Robinson, Nelson, 1930
- Contes tirés de Molière racontés aux enfants par Jeanne-Ch. Normand, professeur agrégée de l'Université et Andrée Mars Nelson[8],[9]
- Le Jardin caché, Société française d'imprimerie et de librairie, 1906
- Poèmes de l’amour et de la mort, le Rouge et le noir, 1929.
- Ne laissant que notre ombre… poèmes de la vie, poèmes de la solitude, le Rouge et le noir, 1933[10]